# 初等整数論
初等整数論（しょとうせいすうろん、英: Elementary number theory）とは、代数的な道具・手法（群、イデアルなど）や解析的な道具・手法（関数、極限など）を用いない初等的な整数論（数論）のことである。対象が、「整数」に限られることが多いためか、「初等数論」と呼ばれることは稀である。また、「初等的整数論」と呼ばれることも稀である。
内容については、中学程度の数学の知識があれば理解できる部分から始まること、パズル的な要素をもつ部分が多いことなどから、初心者にもある程度の人気がある。しかし、「初等」（的）とは、必ずしも常に「簡単である」ということを意味するわけではない。例えば、素数定理の「初等」的な（解析的な手法を用いない）証明は、決して簡単ではない。
近年では、全体の見通しをよくするなどの目的で、初等整数論の対象をイデアルなどを用いて記述することも行われている。

## 対象とする主たる項目
- 一次の不定方程式（ペル方程式・ディオファントス方程式）
- 1のn乗根（1の冪乗根・1の冪根・1の累乗根）
- オイラーのφ関数
- 原始根・指数
- 算術の基本定理
- 素数
- 中国の剰余定理
- フェルマーの小定理・フェルマーの大定理
- 平方剰余・平方剰余の相互法則
- 法・合同式とその解法
- 約数・倍数・公約数・公倍数・最大公約数・最小公倍数
- ユークリッドの互除法
- ルジャンドル記号・ヤコビ記号
- 連分数